# Anne McLellan

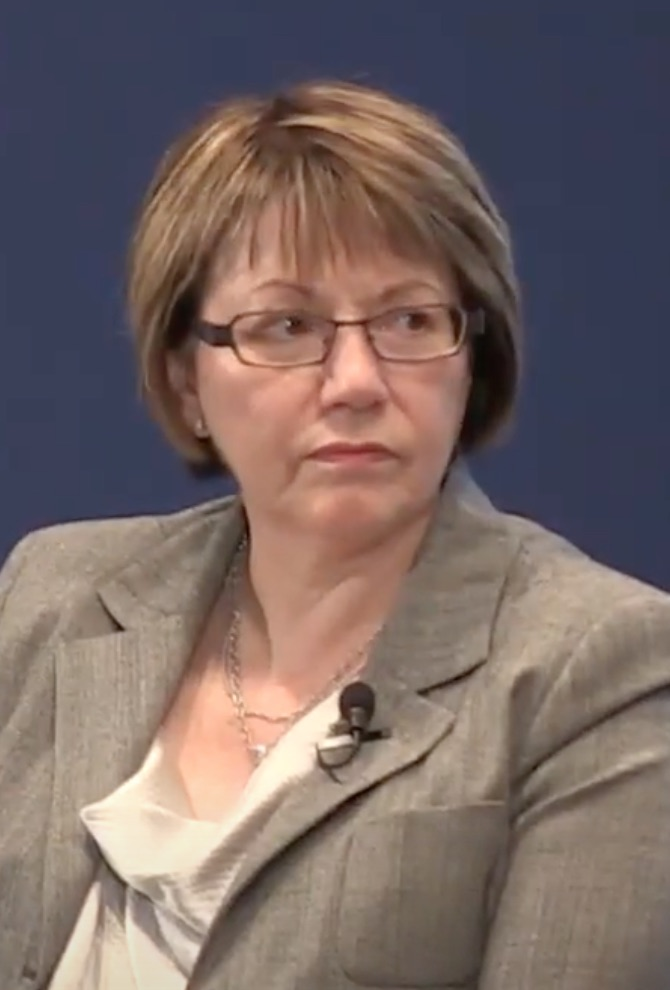
Anne McLellan

Anne McLellan (geboren am 31. August 1950 in Noel Shore, in der Provinz Hants County in Kanada) ist eine kanadische Akademikerin und Politikerin. Sie ist Mitglied des kanadischen Kronrats (Queen’s Privy Council of Canada), Trägerin des Order of Canada und des Alberta Order of Excellence. Sie war Kabinettsministerin in den liberalen Regierungen von Jean Chrétien und Paul Martin und diente von 2003 bis 2006 als neunte stellvertretende Premierministerin Kanadas. 2015 wurde sie zur Rektorin der Dalhousie-Universität in Halifax (Kanada) ernannt.

## Werdegang
McLellan erwarb einen Bachelor-Abschluss in Kunst und Recht an der Dalhousie University in Halifax sowie einen Master of Laws am King’s College London (UK).
Sie wurde Professorin für Rechtswissenschaften, zunächst an der University of New Brunswick und dann, ab 1980, an der rechtswissenschaftlichen Fakultät der University of Alberta, wo sie zu verschiedenen Zeiten als stellvertretende Dekanin und Dekanin tätig war. Sie war auch Mitglied des Vorstands der Canadian Civil Liberties Association.

## Politische Karriere
Ihre politische Karriere begann sie als Kandidatin der Liberalen für den Wahlbezirk Edmonton Northwest bei den Parlamentswahlen 1993. Sie gewann ihren Sitz mit nur 12 Stimmen Vorsprung. Als eine von vier gewählten Liberalen in der Provinz Alberta wurde sie schnell zu einem aufsteigenden Stern in der Liberalen Partei und als Ministerin für natürliche Ressourcen ins Kabinett berufen. McLellan hat den pränominalen „The Honourable“ und den postnominalen „PC“ auf Lebenszeit, da sie am 4. November 1993 zum Mitglied des kanadischen Kronrats ernannt wurde.
Bei den Wahlen von 1997 und 2000 wurde sie trotz der allgemeinen Unbeliebtheit der Liberalen in Alberta mit knappem Vorsprung im neuen Wahlbezirk Edmonton West wiedergewählt. Ihre häufig knappen Siege brachten ihr in den politischen Kreisen Kanadas den Spitznamen „Landslide Annie“ (Erdrutsch-Annie) ein.
McLellan war von 1997 bis 2002 als Justizministerin und nach den Anschlägen vom 11. September 2001 für die Umsetzung der neuen Anti-Terror- und Sicherheitsgesetze und die Einführung des kanadischen Waffenregisters verantwortlich. Von 2002 bis 2003 war sie Gesundheitsministerin.
Trotz ihrer Unterstützung für Paul Martin als Chef der Liberalen wurde sie im Kabinett von Jean Chrétien gehalten, einerseits wegen ihrer Fähigkeiten und andererseits, weil Chrétien um der regionalen Repräsentation willen jemanden aus der Provinz Alberta in seinem Kabinett haben wollte.

## Stellvertretende Premierministerin
Nach seiner Vereidigung als Premierminister am 12. Dezember 2003 ernannte Paul Martin Anne McLellan zu seiner stellvertretenden Premierministerin. Ebenso wurde sie Ministerin für die neu geschaffene Abteilung für öffentliche Sicherheit und Notfallvorsorge. Als stellvertretende Premierministerin war sie Vorsitzende des Operationsausschusses des Kabinetts. McLellan war eine von mehreren Frauen, denen in der Regierung Paul Martin leitende Positionen übertragen wurden.
Bei den Bundeswahlen 2004 wurde sie mit 721 Stimmen oder rund einem Prozent Vorsprung wiedergewählt und schlug Laurie Hawn von der Conservative Party of Canada im Wahlbezirk Edmonton Centre.
Bei den Bundeswahlen 2006 unterlag McLellan Hawn jedoch mit 45,01 % gegen 38,36 % der Stimmen.

## Leben nach der Politik
2006 wurde McLellan zur Distinguished Scholar in Residence an der University of Alberta ernannt. Im selben Jahr wurde sie Anwältin bei der in Edmonton ansässigen Anwaltskanzlei Bennett Jones LLP. Sie wurde auch Direktorin in den Aufsichtsräten von Nexen Inc., Agrium Inc. und Cameco Corporation. McLellan ist derzeit Vorsitzende des Vorstands des Pearson College UWC in Victoria, B.C. Pearson ist eines von 18 globalen United World Colleges weltweit.
Am 1. Juli 2009 wurde McLellan wegen ihrer Verdienste als Politikerin und Juraprofessorin sowie wegen ihrer ehrenamtlichen Tätigkeit in der Gemeinde zum Officer of the Order of Canada ernannt. Am 9. Mai 2013 wurde sie für ihre Leistungen in Politik, Recht und Fortbildung in den Alberta Order of Excellence berufen.
Im Jahr 2016 wurde McLellan trotz ihrer Position bei Bennett Jones zur Leiterin der Task Force zur Legalisierung und Regulierung von Marihuana ernannt. Die Task Force wurde geschaffen, um Empfehlungen für die Gestaltung eines neuen Systems zur Legalisierung, strikten Regulierung und Einschränkung des Freizeitkonsums von Marihuana zu erarbeiten. Am 13. Dezember 2016 wurde der Bericht des Gremiums veröffentlicht; die Empfehlungen waren für die Gesetzgeber jedoch nicht bindend.
Am 18. März 2019 ernannte Premierminister Justin Trudeau McLellan als Sonderberaterin zur Frage, ob die Ämter des Justizministers und des Generalstaatsanwalts Kanadas weiterhin von demselben Minister bekleidet werden sollten. Sie wurde auch gebeten, die Arbeitspolitik und -praxis im gesamten Kabinett sowie die Rolle von Beamten und politischen Mitarbeitern bei ihren Interaktionen mit dem Justizminister und dem Generalstaatsanwalt Kanadas zu analysieren. Bis zum 30. Juni 2019 sollte sie dem Premierminister unabhängige Empfehlungen vorlegen.
Nach den kanadischen Bundeswahlen 2019, bei denen die Liberale Partei in Alberta und Saskatchewan keine Sitze gewann, gab das Büro des Premierministers am 29. Oktober 2019 bekannt, dass Premierminister Justin Trudeau McLellan als Beraterin eingestellt hat. Sie sollte den Premierminister bei der Regierungsbildung unterstützen, dies vor dem Hintergrund eines wachsenden Gefühls der Entfremdung vom Rest des Landes in den westlichen Provinzen Kanadas.